# 北京条约
《北京条约》，包括《中英北京条约》、《中法北京条约》、《中俄北京条约》，是1860年（咸丰十年）清廷於英法联军攻占北京後在北京分别與大英帝国、法蘭西第二帝國、俄羅斯帝國各自签订的戰敗條約。1887年（光绪十三年）与葡萄牙王國签定的《中葡和好通商條約》亦称《中葡北京条约》。
北京条约的主要條文有：割讓九龍予英國並納入英屬香港；增开天津為商埠；承认1858年（咸丰八年）《瑷珲条约》有效，並将原定为中俄“共管”的烏蘇里江以東至海之地（包括库页岛以及海参崴在内）40万平方公里永久歸予俄國所屬，从此中国丧失对日本海、鄂霍次克海兩片海的出海口。三份條約正本由中華民國外交部保存，現典藏於臺北外雙溪國立故宮博物院。

## 談判過程

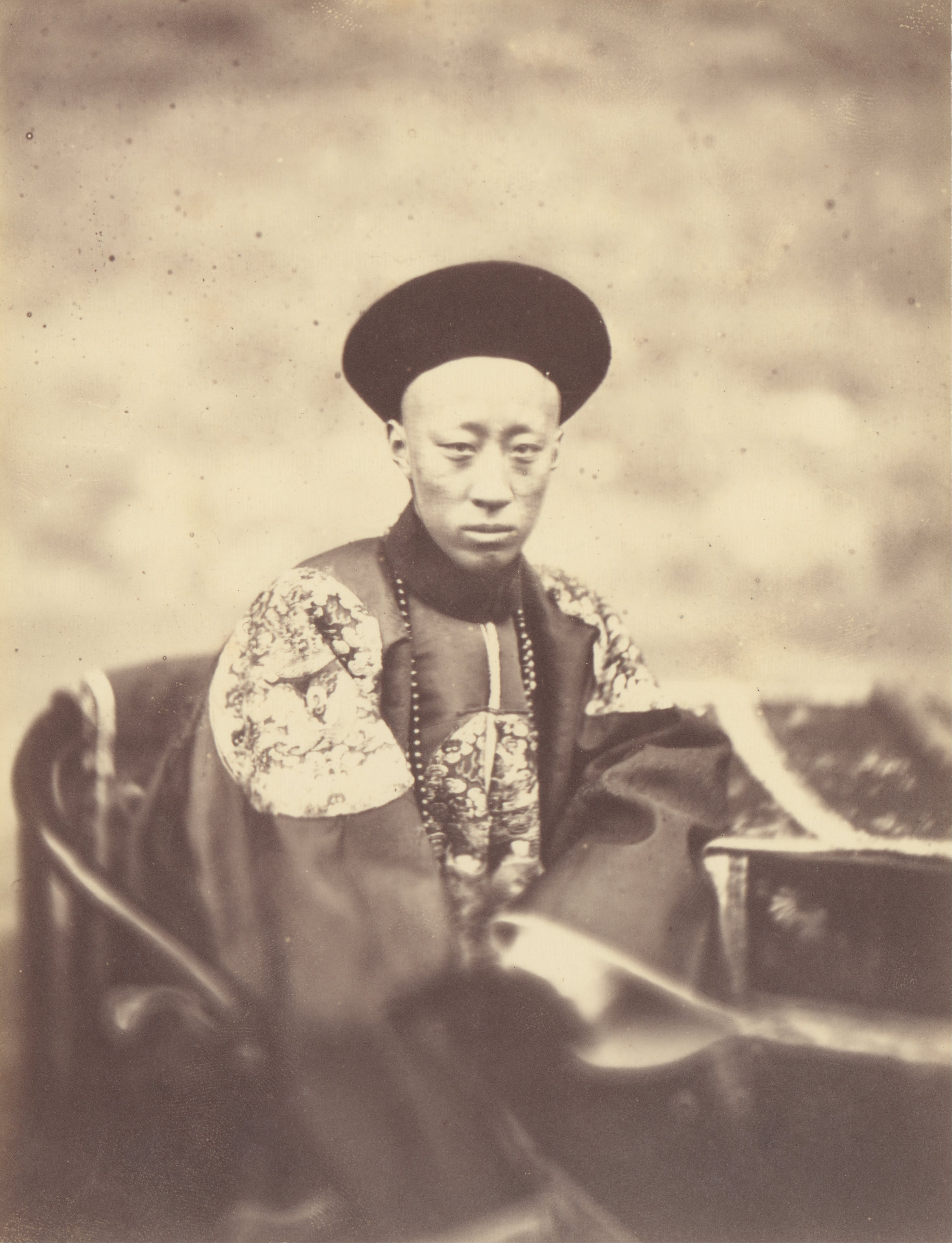
恭亲王奕訢

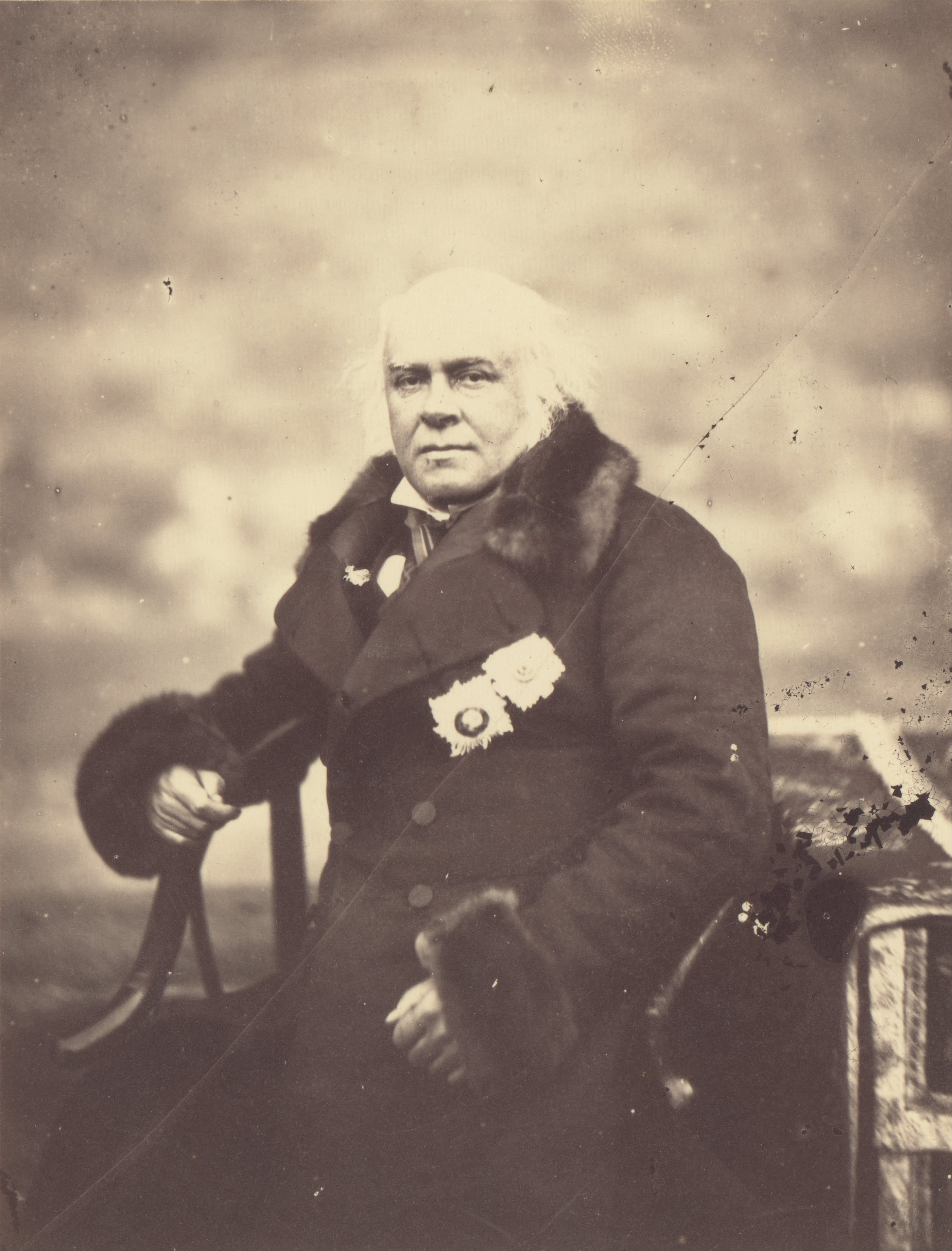
额尔金伯爵詹姆斯·布鲁斯

咸豐皇帝委任欽差大臣恭親王奕訢作為談判及簽約代表。签约地点在北京礼部衙门，今天安门广场东南角。

## 中英北京條約

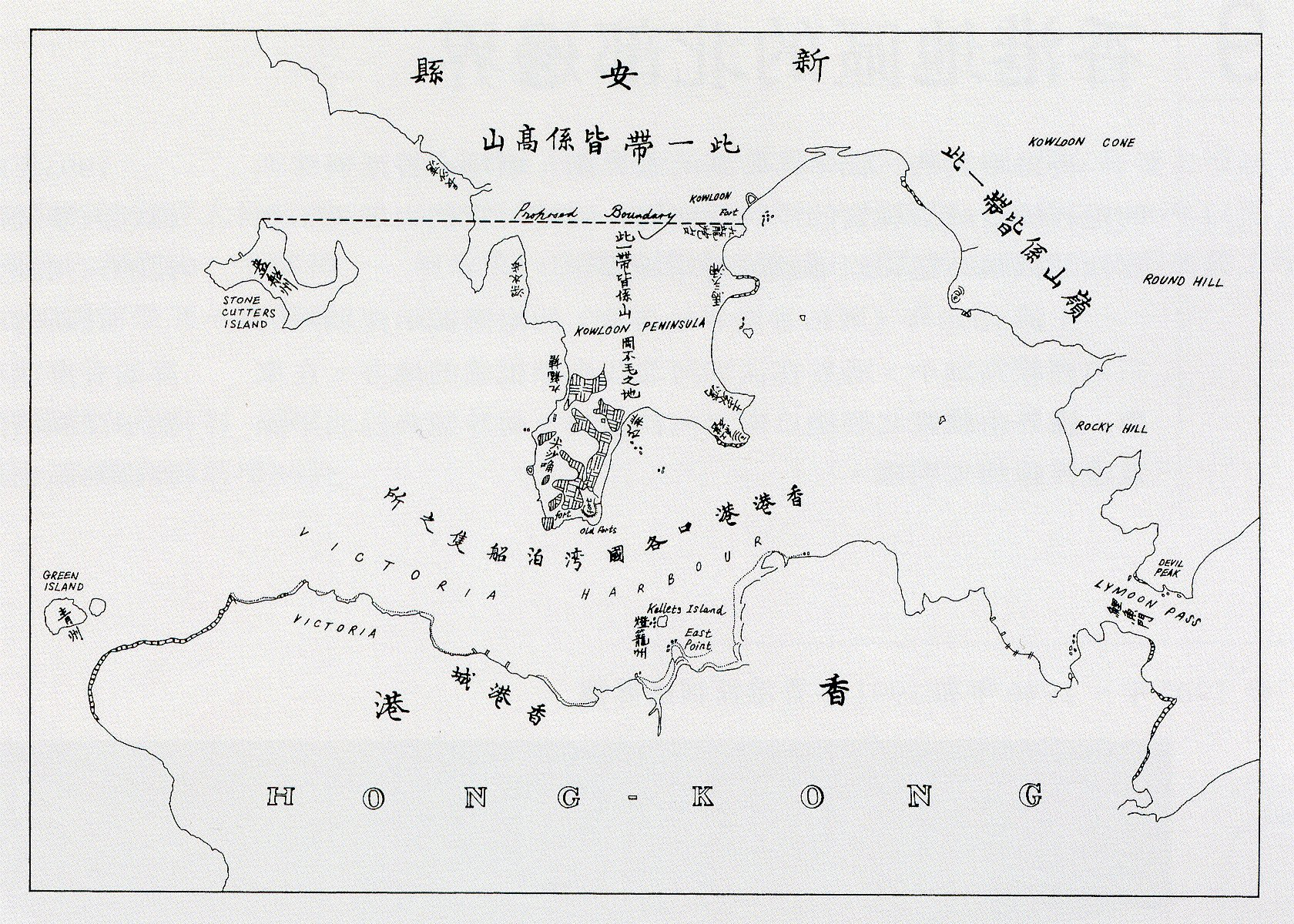
《中英北京條約》內中國割讓予英國的九龍半島部份

本條約系屬天津條約之擴充合約。源自英國大使欲依天津條約第56款於女王批准後赴清朝京師換約，但船隻行駛至大沽炮臺時受駐軍所阻；致使英方強行叩關肇生衝突所致。清朝與英國於1860年10月24日簽訂條約，英方代表為額爾金伯爵。約文中英文共10頁，條文主要內容如下：
- 清朝割讓（「永租」）九龍予英國並納入英屬香港（正式稱為「九龍司」南部，即界限街以南連同昂船洲在內的地方）
- 清朝增開天津為商埠。
- 增加中英《天津條約》的賠款至1300萬兩。
- 允許西方傳教士到中國租買土地及興建教堂。
- 容許外國商人招聘華人出洋工作（實際上充當廉價勞工，又稱「苦力」）。

1984年12月19日簽訂中英聯合聲明中並沒有聲明廢除此條約，而是聲明香港地區（即香港島、九龍及新界）是中國領土，英國政府于1997年7月1日将香港主權移交中华人民共和国，中华人民共和国政府决定于1997年7月1日对香港恢复行使主权。

## 中法北京條約
清朝與法國於1860年10月25日簽訂條約，法國代表為葛羅男爵。約文中法文共27頁，條文主要內容如下：
- 清朝批准中法《天津條約》，賠款增為800萬兩
- 歸還從前沒收的天主教財產
- 中文條約第七款明定法國傳教士在各省租買田地及建造自便，但法文版無此條
- 清朝同意開放大連為商埠

## 中俄北京條約

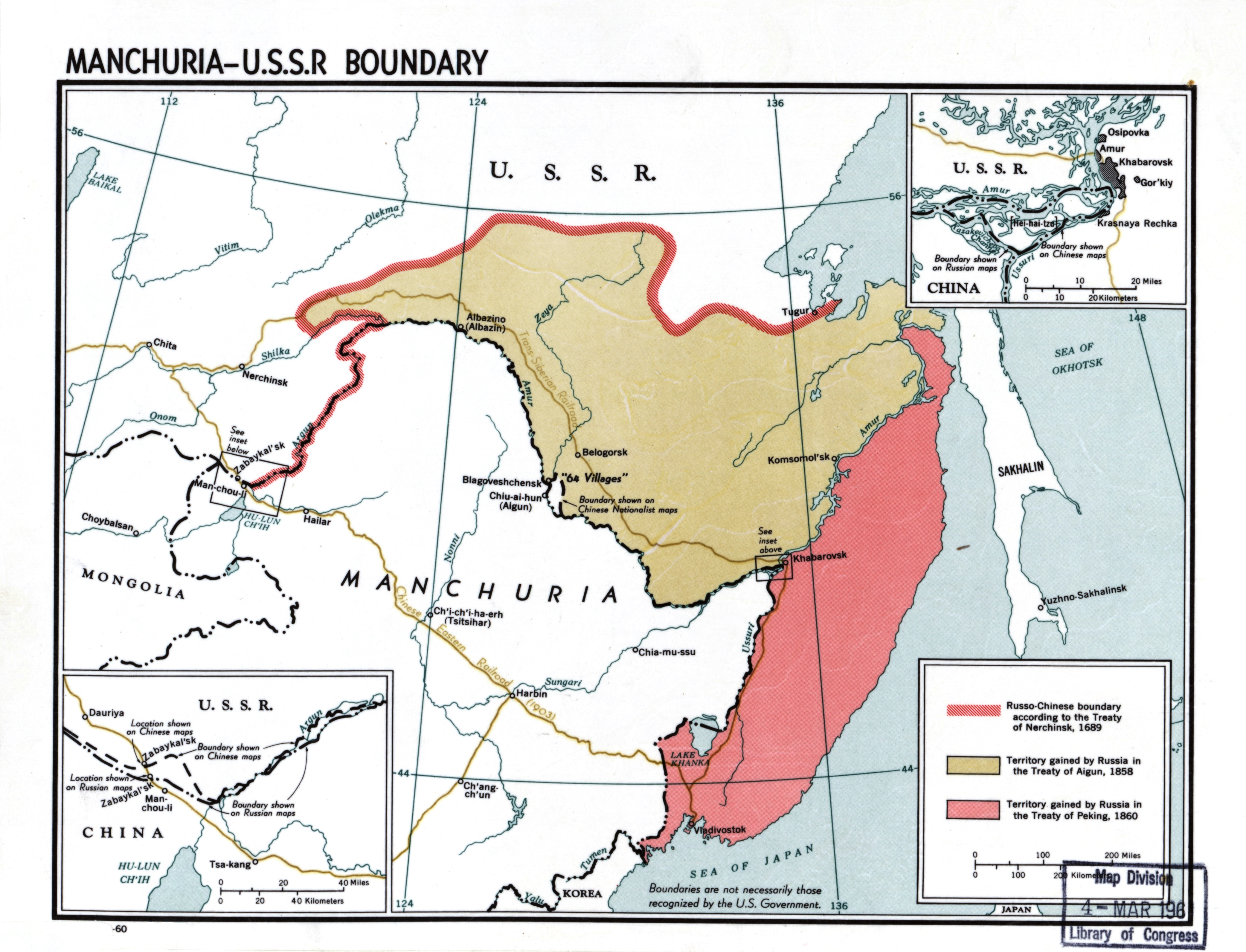
在中俄北京條約，中國完全失去烏蘇里江以東的土地

清朝與俄羅斯帝國於1860年11月14日簽訂條約，俄國代表為伊格那提耶夫伯爵。約文中俄文共43頁。
在英法聯軍之役快將完結時，俄國聲稱自己之前對英國、法國調停戰爭有功，逼迫清廷簽署這條約。當時咸豐皇帝出走熱河，負責一切善後工作的奕訢求和心切，就簽署了中俄北京條約。條約承认1858年的《瑷珲条约》的有效性，并将原先规定为中俄“共管”的烏蘇里江以東至海之地（包括不凍港海参崴在内，未提及庫頁島之歸屬）约40万平方公里永久歸予俄國所屬，从此中国丧失东北地区对日本海的出海口，並開放張家口、庫倫、喀什噶爾為商埠。兩項條約劃定現代中國和俄羅斯的东部疆界。另外，条约中为中俄西段边界走向作出原则规定，成为后来《中俄勘分西北界约记》的分界基础。
沙俄在1860年边界谈判时的考虑更多的是基于封堵中国东北地区的出海口，以此达到消除中国在日本海的威胁。因而，俄国人隐藏了图们江入海口北岸的Y字碑，又在《北京条约》勘界谈判时玩弄辞藻，将“图们江口”解读为“江口”非“海口”，指T字碑（土字碑）为图们江终点界碑，从而使得中国就此失去了整个出海口。就此，外东北的大片中国领土被划入俄国的版图中。1886年，清朝官员吴大澄受命与俄国重新勘定边界。抱着“一寸土地尽寸心”的决心，与俄国人展开了三个月针锋相对的谈判，签订了《中俄珲春东界约》。明文规定，插有中国国旗的船只，可以经由图们江驶入日本海，俄国“不可阻拦”。在条约签订后，中国沿江的各族人民利用此出海航行权出海捕鱼、晒盐、经商。“跑崴子”指的就是到海参崴和摩阔崴（今波西耶特）进行贸易。除此之外，中国还曾开辟了由珲春到日本海沿岸各国的航线，广泛开展了对俄罗斯、日本、朝鲜的贸易，沟通了往来联系，进行繁忙的海上经济活动。
条约还向俄国割让了朝鲜王朝声称主权的鹿屯岛。1990年，朝鲜与苏联签订界约，确认鹿屯岛属于苏联；韩国仍宣称鹿屯岛的主权。